# Shatadhanvan
Shatadhanvan (IAST: Śatadhanvan) ou Shatadhanus était un empereur  Maurya. Il a régné de 195 à 187 av. J.-C. Selon les Purana, il est le successeur de Devavarman Maurya et il régna huit ans. Au cours de son règne, l'empire a perdu certains de ses territoires à la suite d'invasions. Il est possible que son pouvoir se limitait au Magadha. Brihadratha Maurya lui a succédé.